# ジャック・シェニス
ジャック・シェニス（Jacques Cheinisse、1934年1月14日 - ）は、フランス出身のモータースポーツマネージャーである。1960年代から1970年代前半にかけてのルノー・アルピーヌのチーム監督として知られる。

## 経歴
1958年に兵役を終えてから、アルピーヌ・A106を購入して乗っていたところ、同車の部品が頻繁に壊れたことからアルピーヌには頻繁に出入りするようになり、創業者で経営者のジャン・レデレとも顔見知りとなった。
兵役後のレデレはチーズ製造業を営む実家を手伝っていたが、1963年3月、ジュネーブ・モーターショーに際して、アルピーヌの営業マンが病気になり、その代役を依頼されたことを契機に営業マンとして同社に入社した。

### ドライバー
シェニスはボルボ・122Sを駆ってラリーに参戦していたが、アルピーヌに入社したことを機にこの年に発売されたばかりのアルピーヌ・A110を自費で購入し、この年の自動車のツール・ド・フランスに参戦して、アルピーヌ勢としては最上位となる総合15位、クラス優勝を記録した。
その後もA110でラリーへの参戦を続け、1966年には、アルピーヌに出資していたルノーが投入したルノー・8ゴルディーニを打ち負かしてしまう。グループ内で競争が発生してしまっているこの状況に苛立ったルノーはアルピーヌのラリー活動にも予算をつけることを決定し、その条件として、8ゴルディーニもアルピーヌの管理の下で走らせるといったことに加えて、責任者をシェニスにするよう命じた。
シェニスは1965年から1967年までル・マン24時間レースにも参戦するなど、ドライバーとしての実績を重ねつつあったが、そのキャリアはここで終わることとなる。

### チーム監督
1967年末、シェニスは新たに設立された「アルピーヌ・ルノー」の競技部門の責任者に就任した。
ルノーとアルピーヌが合同したことにより、契約しているドライバーなどに重複・過剰となる箇所が発生したため、シェニスはその整理をまず行い、開発責任者としては1967年に大学を卒業したばかりの若手のアンドレ・デ・コルタンツを起用した。以降はA110の熟成を進め、アルピーヌ・ルノーは、1971年に国際マニュファクチャラーズ選手権でチャンピオンタイトルを獲得し（ドライバーはオベ・アンダーソン）、1973年に新たに始まった世界ラリー選手権（WRC）では同選手権で最初のマニュファクチャラーズチャンピオンに輝いた。この間、1971年のモンテカルロ・ラリーでは1-2フィニッシュ、1973年には表彰台（1位から3位）を独占するという快挙も演じた。
ルノーはアルピーヌ・ルノーに対してラリーにおける選手権タイトルの次はル・マン24時間レースにおける総合優勝を望み、引き続きシェニスがその指揮を執った。
シェニスの指揮の下、レーシングスポーツカーのアルピーヌ・A210のプロトタイプであるM63、M64がデ・コルタンツらによって開発され、実戦テストが繰り返された。そうした活動の中で、まず、1974年にヨーロッパ2リッター選手権（ヨーロッパ・スポーツカー選手権）で選手権タイトルを獲得した（車両はスポーツプロトタイプのアルピーヌ・A441）。
しかし、計画を進めていた矢先の1975年、ルノー本社でモータースポーツ担当の重役を務めていたジャン・テラモルシ（Jean Terramorsi）が健康を害するという事態が生じた（1976年に死去）。同じくルノー本社の重役であるベルナール・アノンは、テラモルシの負担を軽減するため、ルノー本社におけるモータースポーツ担当の責任者としての役割を（1960年代後半にアルピーヌ・ルノーチームでドライバーだった）ジェラール・ラルースに任せる決定をした。ラルースとは経営スタイルが異なり、反りが合わないことは目に見えていたため、シェニスは1975年限りでアルピーヌ・ルノーの責任者を辞任した。その後、1976年2月にラルースの主導によりルノー・スポールが設立された。
以降、シェニスがレースに関わることはなくなった。チーム監督としてのシェニスはレデレの影響を受けており、チームはチームメンバーの一体感を重んじた運営哲学によって運営され、そのことはシェニスの指揮の下でチームに所属したオベ・アンダーソン、ジャン・トッド、ジャン＝ピエール・ニコラといった後に他メーカーで監督となる者たちに影響を与えたと言われている。

### プロダクトマネージャー

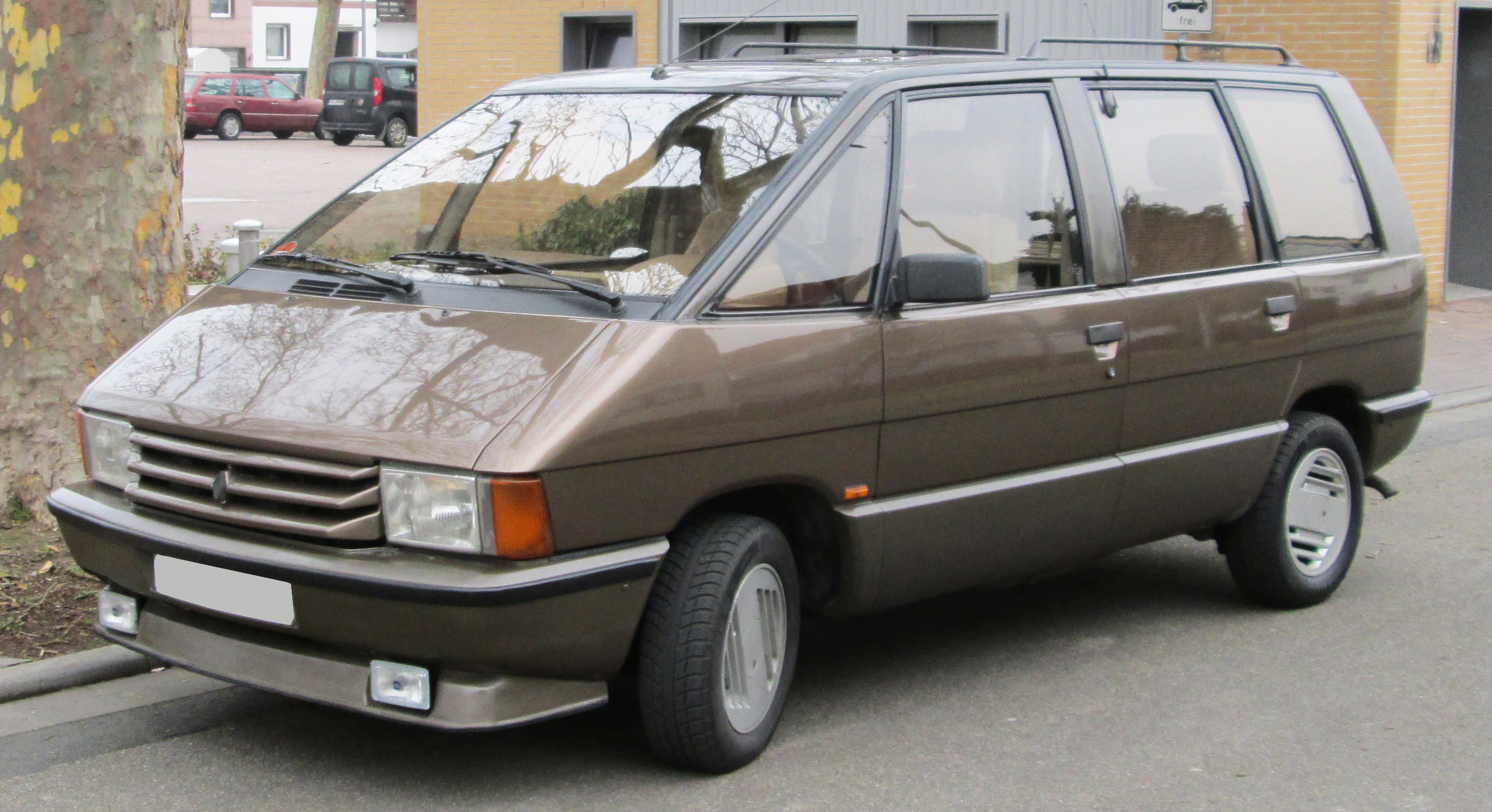
ルノー・エスパス（初代）

競技部門からの離脱後、チェーザレ・フィオリオからの誘いでランチアに移籍するという話もあったが、シェニスはルノーに留まることにした。アノンは市販車部門に移ったシェニスのために「プロダクトマネージャー」という役職を作り、自動車を購入する顧客に対して自分たちの考えを押し付けがちなデザイン事務所に対して顧客が望む商品を作るよう方向付ける役目を与えた。1984年に同部門のディレクターに昇進し、1999年に引退するまでその職を務めた。
この時に関与した車両は下記の通り。
- ルノー・フエゴ（1980年）
- ルノー・25（1984年）
- ルノー・エスパス（初代・1984年） - 最初のプロトタイプは1979年11月[12]。コンセプトを決める仕様書をシェニスが作成した[12]。
- ルノー・21（1986年）
- ルノー・19（1988年）
- ルノー・トゥインゴ（初代・1992年）
- ルノー・メガーヌ（初代・1995年）
- ルノー・セニック（初代・1996年）
- ルノー・カングー（初代・1997年）

この職において、シェニスは競合する相手がいない製品を発売することに腐心し、ルノーに大きな利益をもたらすことになったエスパスやセニックはその発想の下で企画された。シェニスは、チーム監督としてラリーで世界タイトルを獲得したことよりも、プロダクトマネージャーとして達成したことのほうにより大きな満足感を得たと述べている。